# Giao thông Đồng Tháp
Hệ thống giao thông trên địa phận tỉnh Đồng Tháp khá phong phú với quốc lộ 30 giáp Quốc lộ 1 tại ngã 3 An Hữu (Cái Bè – Tiền Giang) chạy dọc theo bờ Bắc sông Tiền, quốc lộ 80 từ cầu Mỹ Thuận nối Hà Tiên đi qua các tỉnh Vĩnh Long, Đồng Tháp, An Giang, Cần Thơ và Kiên Giang, quốc lộ 54 chạy dọc theo sông Hậu nối Đồng Tháp với Vĩnh Long và Trà Vinh, tuyến đường N2 nối quốc lộ 22 và quốc lộ 30 xuyên qua khu vực Đồng Tháp Mười là một phần của tuyến đường Hồ Chí Minh xuyên suốt Bắc Nam. Mạng giao thông thủy trên sông Tiền, sông Hậu nối Đồng Tháp với Thành phố Hồ Chí Minh và các tỉnh trong khu vực, tạo điều kiện thuận lợi trong giao thương với các tỉnh vùng Đồng bằng sông Cửu Long và mở rộng đến các tỉnh của Vương quốc Campuchia.

## Đường bộ

### Hệ thống đường cao tốc
Quy hoạch đường cao tốc đến 2030 tỉnh Đồng Tháp có 3 tuyến cao tốc gồm 2 tuyến trục dọc là Đường cao tốc Bắc – Nam phía Đông và Đường cao tốc Bắc – Nam phía Tây, cùng 1 tuyến trục ngang là Đường cao tốc Hồng Ngự – Trà Vinh. Đường cao tốc Hồng Ngự – Trà Vinh kết nối với đường cao tốc Bắc – Nam phía Đông bằng nút giao thuộc địa phận xã An Thái Trung, huyện Cái Bè và kết nối với đường cao tốc Bắc – Nam phía Tây bằng nút giao tại xã An Bình, huyện Cao Lãnh. Khác với 2 tuyến còn lại trong địa phận Đồng Tháp, đường cao tốc Bắc – Nam phía Đông chỉ đi ngang và không có lối ra vào trực tiếp trên địa bàn tỉnh mà được kết nối bằng 4 vị trí giao cắt trên địa phận 2 tỉnh Tiền Giang (1 vị trí tại xã An Thái Trung) và Vĩnh Long (3 vị trí tại phường Tân Hòa, thành phố Vĩnh Long, xã Nguyễn Văn Thảnh, huyện Bình Tân và xã Thuận An, thị xã Bình Minh) với khoảng cách từ 4 đến 12 km.

### Hệ thống đường quốc gia và đường địa phương
Hệ thống quốc lộ tại Đồng Tháp bao gồm Quốc lộ 30, Quốc lộ 54, Quốc lộ 80, Quốc lộ N1 và Quốc lộ N2. Hệ thống đường tỉnh tại Đồng Tháp bao gồm: Đường tỉnh 841 (từ Quốc lộ 30, thành phố Hồng Ngự – Cửa khẩu Thường Phước), Đường tỉnh 842 (từ Quốc lộ 30, thành phố Hồng Ngự – ranh Long An), Đường tỉnh 843 (từ Quốc lộ 30, thị trấn Sa Rài – Đường tỉnh 842 An Phước), Đường tỉnh 844 (từ Quốc lộ 30, An Long – Trường Xuân), Đường tỉnh 845 (từ Quốc lộ N2, thị trấn Mỹ An – Trường Xuân), Đường tỉnh 846 (từ Quốc lộ N2, thị trấn Mỹ An – Phong Mỹ), Đường tỉnh 846 mới (từ Quốc lộ 30, Đường 30 tháng 4 – xã Mỹ Tân, Thành phố Cao Lãnh – Ngã ba Đường tỉnh 846 xã Tân Nghĩa), Đường tỉnh 847 (từ Quốc lộ N2, thị trấn Mỹ An – Ranh giới Tiền Giang), Đường tỉnh 848 (từ Quốc lộ 80, Tân Phú Đông – ranh An Giang), Đường tỉnh 849 (từ Quốc lộ 80,Vĩnh Thạnh – Đường tỉnh 848 Tân Mỹ), Đường tỉnh 850 (từ Quốc lộ N2, Mỹ Đông – phà Miễu Trắng, Bình Thạnh), Đường tỉnh 851 (từ Quốc lộ 80, thị trấn Lai Vung, – Quốc lộ 54, Tân Thành), Đường tỉnh 852 (từ Quốc lộ 80, Long Hưng B – Đường tỉnh 848 phường An Hòa), Đường tỉnh 853 (từ Quốc lộ 80, Tân Phú Đông – Quốc lộ 54 Phong Hòa), Đường tỉnh 854 (từ Quốc lộ 80, thị trấn Cái Tàu Hạ – ranh Vĩnh Long), Đường tỉnh 856 (từ Quốc lộ N2, xã Phương Trà – Mỹ Phú, Thành phố Cao Lãnh.

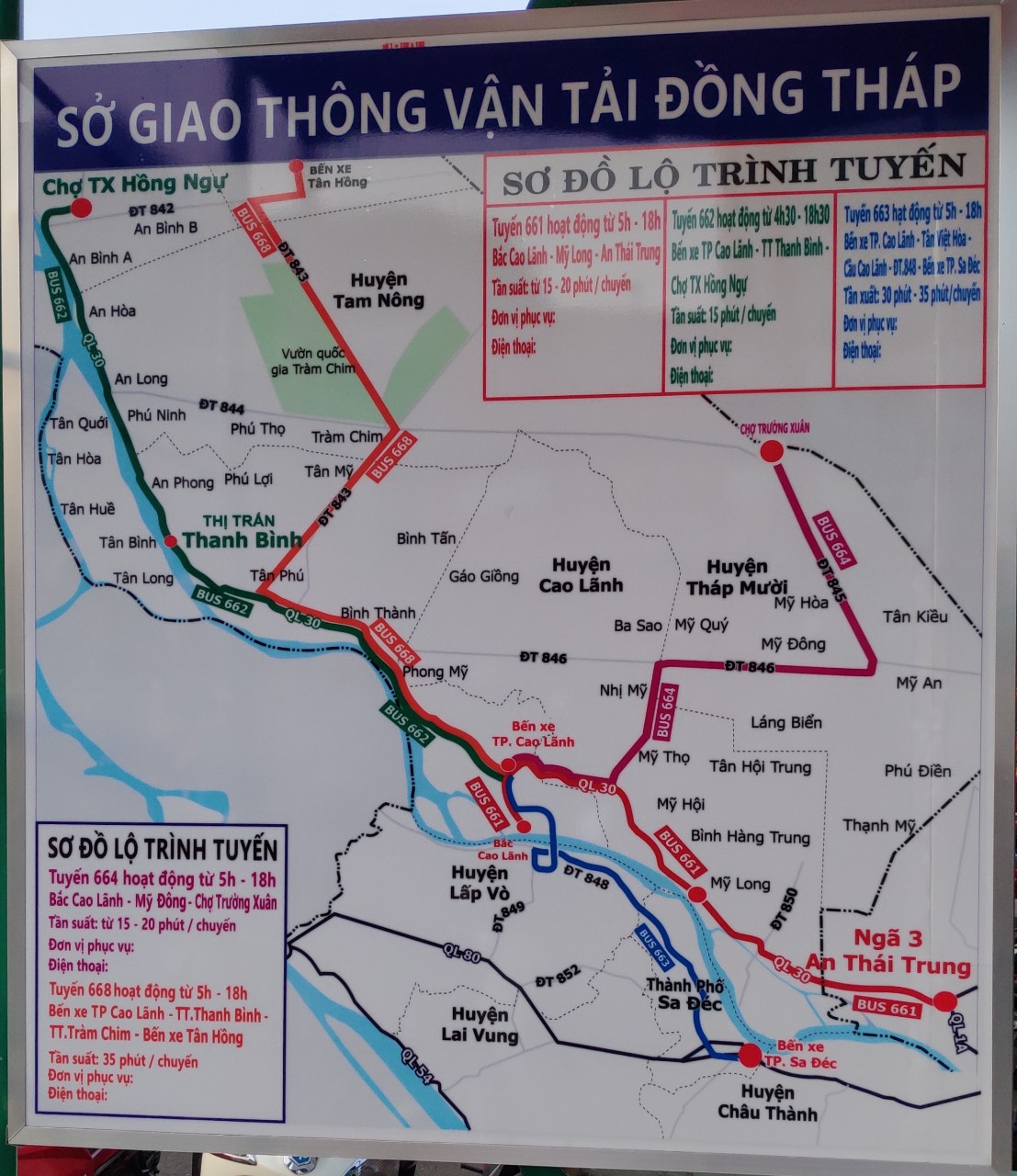
Bản đồ được thực hiện bởi Sở GTVT

### Phương tiện giao thông đường bộ

#### Ô tô, xe máy
Ký hiệu biển số xe ô tô và xe máy của tỉnh là 66, trong đó cụ thể với từng huyện:
- Thành phố Cao Lãnh: 66–P1; 66–P2
- Thành phố Sa Đéc: 66–S1
- Thành phố Hồng Ngự: 66–H1
- Huyện Thanh Bình: 66–B1
- Huyện Châu Thành: 66–C1
- Huyện Cao Lãnh: 66–F1; 66–F2
- Huyện Hồng Ngự: 66–G1
- Huyện Tân Hồng: 66–K1
- Huyện Lai Vung: 66–L1
- Huyện Tháp Mười: 66–M1
- Huyện Tam Nông: 66–N1
- Huyện Lấp Vò: 66–V1

#### Xe buýt
Hầu hết tuyến xe buýt đang vận hành tại Đồng Tháp đều do Công ty Cổ phần Xe khách Phương Trang (FUTA Bus Line) khai thác. 2 tuyến xe buýt đầu tiên được khai thác từ ngày 26 tháng 10 năm 2020. Ba tuyến xe buýt 663, 667 và 668 được khai thác bắt đầu từ ngày 1 tháng 4 năm 2022. Thời gian hoạt động của các tuyến xe buýt tại Đồng Tháp từ 5 giờ 30 sáng đến 18 giờ tối hàng ngày. Các tuyến 661, 662, 664, 665 và 666 sử dụng loại xe Thaco Garden 79CT, còn đối với tuyến 663, 667 và 668 sử dụng loại xe GAZelle NEXT.
Danh sách này gồm các tuyến xe buýt hoạt động nội tỉnh và liên tỉnh và liên vận quốc tế đi qua tỉnh Đồng Tháp do các cơ quan chức năng tỉnh Đồng Tháp công bố tuyến.
| Tuyến          | Đầu bến                            | Đầu bến                            | Đầu bến                            | Lộ trình tuyến | Cự ly (km)     | Giãn cách      |
| Tuyến          | Đầu A                              |                                    | Đầu B                              | Lộ trình tuyến | Cự ly (km)     | Giãn cách      |
| Đang hoạt động | Đang hoạt động                     | Đang hoạt động                     | Đang hoạt động                     | Đang hoạt động | Đang hoạt động | Đang hoạt động |
| -------------- | ---------------------------------- | ---------------------------------- | ---------------------------------- | --- | -------------- | -------------- |
| 661            | Thành phố Cao Lãnh                 | ↔                                  | Thành phố Vĩnh Long                | Bãi đổ xe TP. Cao Lãnh – Đường Nguyễn Huệ – Quốc lộ 30 – Ngã ba An Thái Trung – Quốc lộ 1A – Cầu Mỹ Thuận – Quốc lộ 1A – Đường Phạm Hùng – Đường Lê Thái Tổ – Đường 3/2 – Bến xe TP. Vĩnh Long                       | 53             | 20–25 phút     |
| 662            | Thành phố Cao Lãnh                 | ↔                                  | Thành phố Hồng Ngự                 | Bãi đổ xe TP Cao Lãnh – Nguyễn Văn Trỗi – Lý Tự Trọng – Hùng Vương – Ngô Thời Nhậm – Nguyễn Huệ – đường 30/4 – QL30 – bến xe TP Hồng Ngự                                                                             | 57,6           | 15–25 phút     |
| 663            | Thành phố Cao Lãnh                 | ↔                                  | Thành phố Sa Đéc                   | Bến xe Tp.Cao Lãnh – Nguyễn Văn Trỗi – Lý Tự Trọng – Nguyễn Huệ – Phạm Hữu Lầu – Cầu Cao Lãnh – Đường tỉnh 849 – Đường tỉnh 848 – Nguyễn Sinh Sắc – Bến xe Sa Đéc                                                    | 32             | 30–35 phút     |
| 664            | Thành phố Cao Lãnh                 | ↔                                  | Trường Xuân                        | Bãi đổ xe TP Cao Lãnh – Nguyễn Văn Trỗi – Nguyễn Huệ – QL30 – QL HCM – QL N2 – ĐT846 – ĐT845 – Trần Hưng Đạo – Võ Nguyễn Giáp – Võ Văn Kiệt – Bến xe Trường Xuân                                                     | 48,7           | 20–25 phút     |
| 665            | Thành phố Sa Đéc                   | ↔                                  | Thành phố Vĩnh Long                | Bến xe TP. Sa Đéc – Quốc lộ 80 – Quốc lộ 1A – Đường Phạm Hùng – Đường Lê Thái Tổ – Đường 3/2 – Đoàn Thị Điểm – Bến xe TP. Vĩnh Long                                                                                  | 26             | 20–30 phút     |
| 666            | Thành phố Sa Đéc                   | ↔                                  | Lộ Tẻ                              | Bến xe thành phố Sa Đéc – Đường Nguyễn Sinh Sắc – Quốc lộ 80 – thị trấn Lấp Vò – Quốc lộ 54 – Cầu Vàm Cống – Quốc lộ 80 – Lộ Tẻ                                                                                      | 46,7           | 30–40 phút     |
| 667            | Cửa khẩu Thường Phước              | ↔                                  | Cửa khẩu Dinh Bà                   | Cửa khẩu Thường Phước – Đường tỉnh 841 – Quốc lộ 30 – Cửa khẩu Dinh Bà | 52             | 60 phút        |
| 668            | Thành phố Cao Lãnh                 | ↔                                  | Tân Hồng                           | Bãi đổ xe TP Cao Lãnh – Nguyễn Văn Trỗi – Lý Tự Trọng – Hùng Vương – Ngô Thời Nhậm – Nguyễn Huệ – đường 30/4 – QL30 – Ngã ba Thanh Bình – Trường THPT Tràm Chim – Phú Đức – An Phước – Giồng Giăng – Bến xe Tân Hồng | 72             | 35–40 phút     |
| 669            | Lấp Vò                             | ↔                                  | Phà Ô Môn Phong Hòa                | Bến xe Lấp Vò – QL.54 – Bến phà Ô Môn Phong Hòa | 37,5           | 25–35 phút     |
| 6610           | Thành phố Sa Đéc                   | ↔                                  | Thành phố Cần Thơ                  | Bến xe Tp.Sa Đéc – Nguyễn Sinh Sắc – Đại lộ Hùng Vương – Đường tỉnh 853 – QL.54 – QL.1 – cầu Cần Thơ – QL.91C – Nguyễn Văn Linh – Bến xe khách Cần Thơ                                                               | 57             | 30–40 phút     |
| Trên kế hoạch  |                                    |                                    |                                    | |                |                |
| 611            | Bến xe thành phố Cao Lãnh          | ↔                                  | Bến xe thành phố Long Xuyên        | Bến xe Tp.Cao Lãnh – Nguyễn Văn Trỗi – Lý Tự Trọng – Nguyễn Huệ – QL.30 – cầu Cao Lãnh – Đường tỉnh 849 – Đường tỉnh 852B – TT Lấp Vò – QL.54 – cầu Vàm Cống – QL.91 – Bến xe Long Xuyên (An Giang)                  | 48             |                |
| 612            | Phà Sa Đéc (bờ Bình Thạnh)         | ↔                                  | Bến xe Tháp Mười                   | Bến phà Sa Đéc (bờ Bình Thạnh) – Đường tỉnh 850 – KDL.Xẻo Quít – Đường tỉnh 850 – QL.HCM – Bến xe Tháp Mười | 31             |                |
| —              | Bến xe thành phố Cao Lãnh          | ↔                                  | Bến xe An Hữu                      | Bến xe Tp.Cao Lãnh – Nguyễn Văn Trỗi – Lý Tự Trọng – Nguyễn Huệ – QL.30 – QL.1 – Bến xe An Hữu (Cái Bè) và ngược lại.                                                                                                | 40             |                |
| —              | Vòng cù lao Tây (Huyện Thanh Bình) | Vòng cù lao Tây (Huyện Thanh Bình) | Vòng cù lao Tây (Huyện Thanh Bình) | Xã Tân Bình – xã Tân Quới – xã Tân Hòa – xã Tân Huề – xã Tân Long – xã Tân Bình | 50             |                |
| —              | Bến xe thành phố Hồng Ngự          | ↔                                  | Bến xe Tân Phước                   | Bến xe thành phố Hồng Ngự – Đường tỉnh 842 – bến xe Tân Phước và ngược lại. | 27             |                |
| —              | Bến xe thành phố Cao Lãnh          | ↔                                  | Cù lao Tây (Huyện Thanh Bình)      | Bến xe Tp.Cao Lãnh – Nguyễn Văn Trỗi – Lý Tự Trọng – Nguyễn Huệ – Phạm Hữu Lầu – Cầu Cao Lãnh – Đường tỉnh 849 – Đường tỉnh 848 – Đường tỉnh 942 – Cầu Tân Long – Cù lao Tây và ngược lại.                           | 48             |                |
| —              | Bến xe thành phố Cao Lãnh          | ↔                                  | KDL Tràm Chim                      | Bến xe Tp.Cao Lãnh – Nguyễn Huệ – Điện Biên Phủ – Đường tỉnh 856 – Đường tỉnh 844 – TT.Tràm Chim – Vườn quốc gia Tràm Chim và ngược lại                                                                              | 39             |                |

## Đường thủy
Đồng Tháp có hệ thống sông ngòi chằng chịt với 229 tuyến sông, kênh, rạch với tổng chiều dài khoảng 2.490 km. Vì chưa có giao thông đường không, đường sắt và hệ thống giao thông đường bộ còn nhiều hạn chế nên hoạt động giao thông đường thủy là đường vận chuyển cơ bản, truyền thống phục vụ nhu cầu người dân đi lại và vận chuyển hàng hóa. Tính đến năm 2016, địa bàn tỉnh có 3 bến phà và 221 đầu bến khách ngang sông, 602 bến thủy nội địa và khoảng 49.000 phương tiện đường thủy buộc phải đăng ký, đăng kiểm.

## Loại hình giao thông khác

### Đường sắt
Theo quy hoạch giao thông đến năm 2030 định hướng đến 2050, Đồng Tháp không vận hành mạng lưới đường sắt riêng, bổ sung các tuyến trung chuyển bằng các loại hình sẵn có như xe buýt, các tuyến giao thông thủy bộ kết nối đến các nhà ga thuộc tuyến Đường sắt cao tốc Thành phố Hồ Chí Minh – Cần Thơ (dự kiến nhà ga đặt tại 2 bờ sông Tiền thuộc địa phận huyện Cái Bè, tỉnh Tiền Giang và thành phố Vĩnh Long, tỉnh Vĩnh Long)

### Đường hàng không
Quy hoạch giao thông đến năm 2030 định hướng đến 2050, Đồng Tháp kiến nghị bổ sung sân bay chuyên dùng cho thủy phi cơ, tận dụng mặt nước sông Tiền làm đường cất hạ cánh và đầu tư nhà ga hành khách tại Hồng Ngự, Thành phố Cao Lãnh, Thành phố Sa Đéc